# Jeff Hastings
Jeff Hastings je ameriški smučarski skakalec * 25. junij 1959 Mountain Home. 
Nastopil je na olimpijskih igrah v Sarajevu leta 1984 in za bronasto medaljo na veliki skakalnici zaostal za dve desetinki točke.   
V sezoni 1983/84 je osvojil skupno četrto mesto.

## Dosežki

### Zmage
Jeff Hastings ima 1 zmago za svetovni pokal:
| Sezona  | Država/Prizorišče |
| ------- | ----------------- |
| 1983/84 | Lake Placid       |